# Bucco macrodactylus
El buco cabecirrojo (Bucco macrodactylus), también denominado buco gorricastaño, chacurú de cabeza roja y bobo corbatín, es una especie de ave galbuliforme de la familia Bucconidae que habita los bosques húmedos tropicales de tierras bajas y pantanos tropicales del noroeste de América del Sur. Se encuentra en la cuenca occidental de la Amazonia, en Brasil, Venezuela, Colombia, Ecuador, Perú y Bolivia y en la parte norte y oriental de la cuenca del río Orinoco en Venezuela.

## Descripción
Mide 14 cm de longitud. Es un ave brillante, multicolor, pequeña, redondeada de color marrón oscuro brillante con una cola estrecha y corta y pecho blancuzco. Su nombre común proviene de su píleo color rojizo ferruginoso; en la nuca y bajo los oídos, tiene una mancha color una naranja; presenta un collar blanco bordeado de negro con una franja delgada arriba seguida de una mancha blanca y por debajo una mancha o franja ancha negra que cubre la garganta y la parte superior del pecho. Su pico es negro, fuerte, grueso, con la punta curva y presenta plumillas amarillas alrededor de su base. Tiene iris negro. Las patas son negras.

## Comportamiento

### Alimentación
Se alimenta de insectos.

### Reproducción
Para construir el nido, cavar un túnel en un barranco o en terreno accidentado, o a lo largo o nidos de termitas arborícolas. La hembra pone 2 a 3 brazos huevos blancos y brillantes.